# Giovanni Battista Caprara
Giovanni Battista Caprara (ur. 29 maja 1733, zm. 21 czerwca 1810) – włoski duchowny rzymskokatolicki.
Święcenia kapłańskie przyjął w 1765. W 1766 mianowany tytularnym arcybiskupem Iconium. Pełnił funkcję nuncjusza apostolskiego w Rzeszy Niemieckiej (1766-1775), Szwajcarii (1775-1785) i Austrii (1785-1793). Kreowany kardynałem na konsystorzu w 1792. W 1800 otrzymał tytularną stolicę arcybiskupią Jesi. Od 1802 arcybiskup Mediolanu.